# Христоф Шейнер
Христоф Шейнер (нім. Christoph Scheiner; 25 липня 1575 — 18 липня 1650) — німецький астроном, єзуїт.

## Біографія
Народився у Вальді (Швабія). У 1595 вступив в чернечий орден єзуїтів. Вивчав математику в Інгольштадті. Був професором університету у Фрейбурзі, в 1610—1616 — професор в Інгольштадті, тут почав займатися астрономією. Потім кілька років викладав математику в Римі, в 1623 став ректором єзуїтського колегіуму в Нейссі. У 1611, незалежно від Галілео Галілея і Й. Фабріція, відкрив плями на Сонці, але, на відміну від Галілея, спочатку вважав їх невеликими планетами, що обертаються на незначному віддаленні від поверхні Сонця. Першим спостерігав сонячні факели. Вперше ретельно простежив за рухом плям і визначив за ними період обертання Сонця навколо осі і нахил осі обертання до екліптики. Першим висловив припущення, що період обертання різних частин поверхні Сонця навколо осі неоднаковий. У 1613 для спостережень Сонця виготовив один з перших телескопів-рефракторів за схемою Кеплера; у 1603 винайшов пантограф.
Є основоположником фізіологічної оптики, зокрема знайшов, що кривина кришталика змінюється при акомодації ока.

## Праці

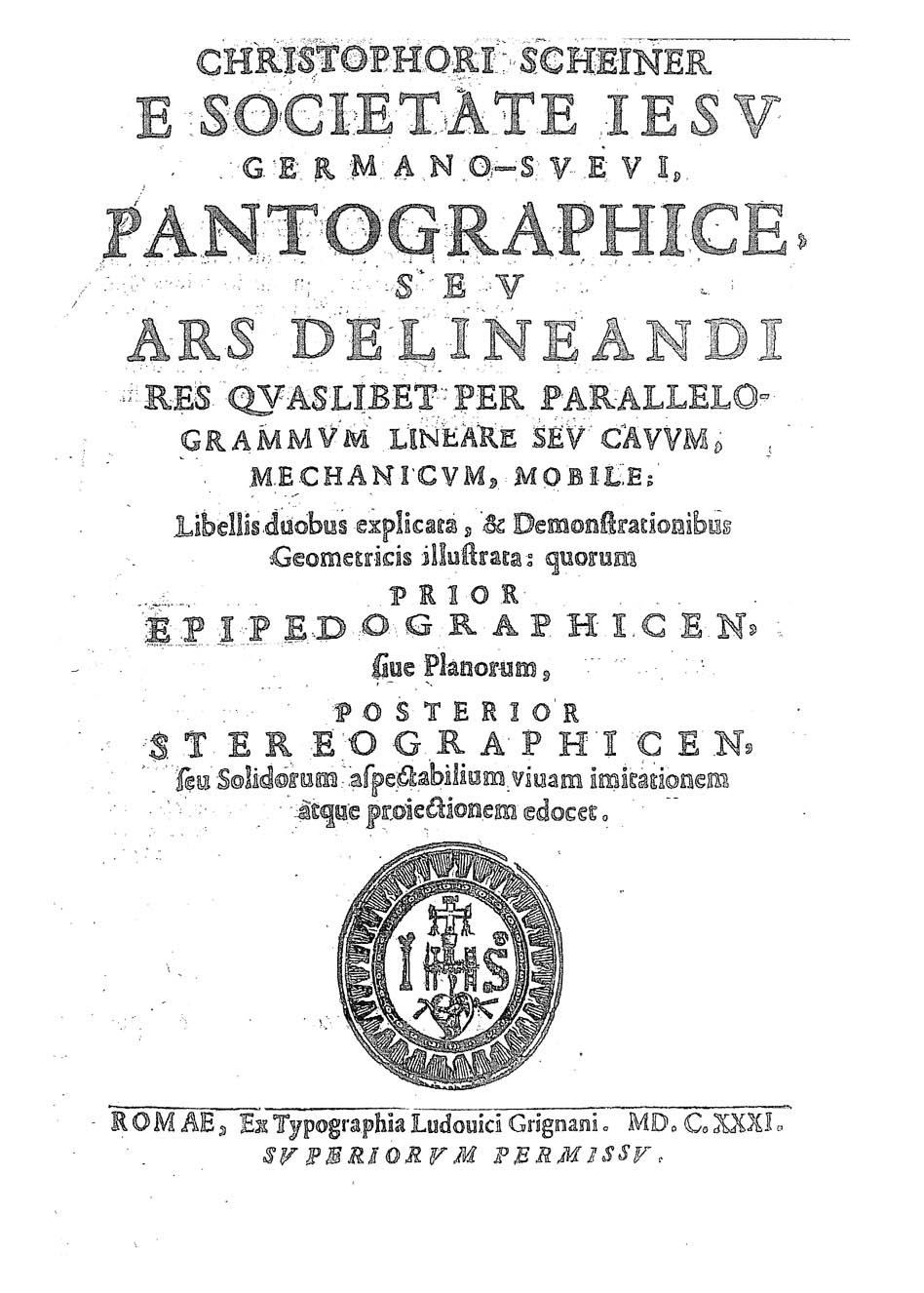
Pantographice, 1631

- Tres epistolae de maculis solaribus (Augsburg, 1612) IMSS Digital Library
- De Maculis solaribus et stellis circa Iovis errantibus accuratior Disquisitio (Augsburg, 1612) IMSS Digital Library
- Disquisitiones mathematicae (Ingolstadt, 1614, zusammen mit Stefan Locher) IMSS Digital Library
- Sol ellipticus (Augsburg, 1615) IMSS Digital Library
- Exegeses fundamentorum gnomonicorum (Ingolstadt, 1617)
- Refractiones coelestes sive solis elliptici phaenomenon illustratum (Ingolstadt, 1617) IMSS Digital Library
- Oculus, hoc est: Fundamentum opticum (Innsbruck, 1620) Gallica [Архівовано 10 червня 2019 у Wayback Machine.]
- Rosa Ursina sive Sol. (Bracciano, 1626–30) IMSS Digital Library
- Pantographice seu ars delineandi (Rom, 1631) IMSS Digital Library
- Prodromus pro sole mobili et terra stabili contra … Galilaeum a Galileis (Prag, 1651) IMSS Digital Library